# Base dual
En álgebra lineal, una base dual o base biortogonal es un conjunto de vectores que forman una base para el espacio dual de un espacio vectorial. Para un espacio vectorial V de dimensiones finitas, el espacio dual V* es isomorfo a V y para cualquier conjunto dado de vectores base {e1, …, en} de V, hay asociada una base dual {e1,...,en} de V* con la relación
{\displaystyle {{\mathbf {e} }^{*}}^{i}\cdot {{\mathbf {e} }_{j}}=\left\{{\begin{matrix}1{\text{,}}&{\text{si }}i=j\\0{\text{,}}&{\text{si }}i\neq j\\\end{matrix}}\right.}
Concretamente, podemos escribir vectores en un espacio vectorial V de n dimensiones como una matriz de columna de n × 1 dimensiones y los elementos del espacio dual V* como matrices de fila de 1 × n que actúan como funcionales lineales por medio de la multiplicación matricial a la izquierda.
También se usa la delta de Kronecker como nomenclatura para la definición anterior como sigue
{\displaystyle {{\mathbf {e} }^{*i}}\cdot {{\mathbf {e} }_{j}}=\delta _{j}^{i}} (también notada como {\displaystyle \delta _{ij}})
Y en muchos textos de álgebra lineal también es común representar el producto punto o interno de dos vectores únicamente encerrando en un paréntesis el segundo vector como sigue
{\displaystyle {{\mathbf {e} }^{*i}}\left({{\mathbf {e} }_{j}}\right)=\delta _{j}^{i}}
Así como asumir que son vectores sin usar negritas, debido ya sea a que están en un producto punto o a que no tienen subíndices o superíndices como sigue:
{\displaystyle {{e}^{*i}}\left({{e}_{j}}\right)=\delta _{j}^{i}}
Para el caso de un espacio tridimensional, teniendo una base dada e, se puede encontrar la base biortogonal (dual) por medio de estas fórmulas:
{\displaystyle e_{1}^{*}={\frac {\left[e_{2};e_{3}\right]}{\left(e_{1};e_{2};e_{3}\right)}},e_{2}^{*}={\frac {\left[e_{1};e_{3}\right]}{\left(e_{1};e_{2};e_{3}\right)}},e_{3}^{*}={\frac {\left[e_{1};e_{2}\right]}{\left(e_{1};e_{2};e_{3}\right)}}}
Cuyo uso se aclara mejor con el siguiente ejemplo.

## Ejemplo
Encontrar la base dual para un espacio en R3 cuyas bases están dadas por:
{\displaystyle {\begin{matrix}{{\mathbf {e} }_{1}}=\left[{\begin{matrix}5\\-2\\6\\\end{matrix}}\right]&{{\mathbf {e} }_{2}}=\left[{\begin{matrix}-3\\-1\\-4\\\end{matrix}}\right]&{{\mathbf {e} }_{3}}=\left[{\begin{matrix}9\\-5\\7\\\end{matrix}}\right]\\\end{matrix}}}
Calculamos la base dual para su espacio dual
{\displaystyle {{\mathbf {e} }^{*1}}={\frac {\left|\left[{\begin{matrix}{{x}_{1}}&-3&9\\{{x}_{2}}&-1&-5\\{{x}_{3}}&-4&7\\\end{matrix}}\right]\right|}{\left|\left[{\begin{matrix}5&-3&9\\-2&-1&-5\\6&-4&7\\\end{matrix}}\right]\right|}}={\frac {-27}{39}}{{x}_{1}}+{\frac {-15}{39}}{{x}_{2}}+{\frac {24}{39}}{{x}_{3}}=\left({\frac {-27}{39}}{\text{, }}{\frac {-15}{39}}{\text{, }}{\frac {24}{39}}\right)}
{\displaystyle {{\mathbf {e} }^{*2}}={\frac {\left|\left[{\begin{matrix}5&{{x}_{1}}&9\\-2&{{x}_{2}}&-5\\6&{{x}_{3}}&7\\\end{matrix}}\right]\right|}{\left|\left[{\begin{matrix}5&-3&9\\-2&-1&-5\\6&-4&7\\\end{matrix}}\right]\right|}}={\frac {-16}{39}}{{x}_{1}}+{\frac {-19}{39}}{{x}_{2}}+{\frac {7}{39}}{{x}_{3}}=\left({\frac {-16}{39}}{\text{, }}{\frac {-19}{39}}{\text{, }}{\frac {7}{39}}\right)}
{\displaystyle {{\mathbf {e} }^{*3}}={\frac {\left|\left[{\begin{matrix}5&-3&{{x}_{1}}\\-2&-1&{{x}_{2}}\\6&-4&{{x}_{3}}\\\end{matrix}}\right]\right|}{\left|\left[{\begin{matrix}5&-3&9\\-2&-1&-5\\6&-4&7\\\end{matrix}}\right]\right|}}={\frac {14}{39}}{{x}_{1}}+{\frac {2}{39}}{{x}_{2}}+{\frac {-11}{39}}{{x}_{3}}=\left({\frac {14}{39}}{\text{, }}{\frac {2}{39}}{\text{, }}{\frac {-11}{39}}\right)}
para comprobar que nuestro resultado está bien, usamos la condición
{\displaystyle {{\mathbf {e} }^{*}}^{i}\cdot {{\mathbf {e} }_{j}}=\left\{{\begin{matrix}1{\text{,}}&{\text{si }}i=j\\0{\text{,}}&{\text{si }}i\neq j\\\end{matrix}}\right.}
que es equivalente en este caso a
{\displaystyle \left[{\begin{matrix}{{e}^{*}}_{1}^{1}&{{e}^{*}}_{2}^{1}&{{e}^{*}}_{3}^{1}\\{{e}^{*}}_{1}^{2}&{{e}^{*}}_{2}^{2}&{{e}^{*}}_{3}^{2}\\{{e}^{*}}_{1}^{3}&{{e}^{*}}_{2}^{3}&{{e}^{*}}_{3}^{3}\\\end{matrix}}\right]\left[{\begin{matrix}e_{1}^{1}&e_{2}^{1}&e_{3}^{1}\\e_{1}^{2}&e_{2}^{2}&e_{3}^{2}\\e_{1}^{3}&e_{2}^{3}&e_{3}^{3}\\\end{matrix}}\right]=\left[{\begin{matrix}1&0&0\\0&1&0\\0&0&1\\\end{matrix}}\right]}
al sustituir se obtiene
{\displaystyle \left[{\begin{matrix}{-27}/{39}\;&{-15}/{39}\;&{24}/{39}\;\\{-16}/{39}\;&{-19}/{39}\;&{7}/{39}\;\\{14}/{39}\;&{2}/{39}\;&{-11}/{39}\;\\\end{matrix}}\right]\left[{\begin{matrix}5&-3&9\\-2&-1&-5\\6&-4&7\\\end{matrix}}\right]=\left[{\begin{matrix}1&0&0\\0&1&0\\0&0&1\\\end{matrix}}\right]}
lo cual demuestra que nuestro procedimiento es correcto

## Propiedades de la base dual

### Efecto en un vector
Cada vector v de un espacio vectorial V puede ser expresado únicamente como una combinación lineal de los elementos de la base
{\displaystyle \mathbf {v} =\sum \limits _{i=1}^{n}{{{v}^{i}}{{\mathbf {e} }_{i}}}}
El resultado de aplicar e*i en v es el siguiente:
{\displaystyle {{\mathbf {e} }^{*i}}\cdot \left(\mathbf {v} \right)={{\mathbf {e} }^{*i}}\cdot \left(\sum \limits _{k=1}^{n}{{{v}^{k}}\cdot {{\mathbf {e} }_{k}}}\right)=\sum \limits _{k=1}^{n}{{{v}^{k}}\left({{\mathbf {e} }^{*i}}\cdot {{\mathbf {e} }_{k}}\right)}=\sum \limits _{k=1}^{n}{{{v}^{k}}\left(\delta _{k}^{i}\right)}}
Y por eso e*i es la transformación lineal (proyección) que "extrae" de un vector v la componente {\displaystyle v^{i}} de su vector de coordenadas respecto a la base.

### Coordenadas respecto a la base dual
Hagamos que F sea un elemento genérico de V*, es decir una transformación lineal F desde el espacio vectorial V al K. Aplicado a un vector
{\displaystyle \mathbf {v} =\sum \limits _{i=1}^{n}{{{v}^{i}}{{\mathbf {e} }_{i}}}}
Produce la relación:
{\displaystyle F\cdot \mathbf {v} =\sum \limits _{i=1}^{n}{{{v}^{i}}\left(F\cdot {{\mathbf {e} }_{i}}\right)}}
Como se muestra en la fórmula anterior la trasformación F solo actúa sobre los elementos de la base de V. Por otra parte F transforma un vector en un elemento del espacio K, por lo que F es definido como n "números":
{\displaystyle {{f}_{i}}=F\cdot {{\mathbf {e} }_{i}}}
En consecuencia, F es obtenida de una combinación lineal de:
{\displaystyle F=\sum \limits _{i=1}^{N}{{{f}_{i}}{{\mathbf {e} }^{*i}}}}
En efecto esa es la relación:
{\displaystyle F\cdot \mathbf {v} =\left(\sum \limits _{i=1}^{n}{{{f}_{i}}{{\mathbf {e} }^{*i}}}\right)\cdot \mathbf {v} =\sum \limits _{i=1}^{n}{{{f}_{i}}\left({{\mathbf {e} }^{*i}}\cdot \mathbf {v} \right)}=\sum \limits _{i=1}^{n}{{{f}_{i}}{{v}^{*i}}}}
Cada transformación lineal F en V* puede ser expresada únicamente como una combinación lineal de la transformación ei y por eso:
- (e*1, ..., e*n) es efectivamente una base de V*, que es por lo tanto de dimensión n;
- la fi es el vector de coordenadas de F con respecto a tal base.